# Denistone East, New South Wales
Denistone East este o suburbie în Sydney, Australia.